# Zawiszów (Góra, Baja Silesia)
Zawiszów es una localidad del distrito de Góra, en el voivodato de Baja Silesia (Polonia). Se encuentra en el suroeste del país, dentro del término municipal de Jemielno. Perteneció a Alemania hasta 1945.
- Datos: Q8067492